# Encyclia nizandensis
Encyclia nizandensis är en orkidéart som beskrevs av Pérez-garcía och Eric Hágsater. Encyclia nizandensis ingår i släktet Encyclia och familjen orkidéer. Inga underarter finns listade i Catalogue of Life.